# Fabbroni (Mondkrater)
Fabbroni ist ein Einschlagkrater auf der nordöstlichen Mondvorderseite am Rand des Mare Serenitatis, nordöstlich des Kraters Dawes und nordwestlich von Vitruvius. Der Krater ist schalenförmig mit flachem Kraterboden, der Rand weist kaum Erosion auf.
Der Krater wurde 1976 von der IAU nach dem italienischen Chemiker Giovanni Fabbroni offiziell benannt.